# Каріно Аюмі
Каріно Аюмі  (яп. 狩野 亜由美, 6 листопада 1984) — японська софтболістка, олімпійська чемпіонка.

## Виступи на Олімпіадах
| Олімпіада  | Дисципліна | Місце  |
| ---------- | ---------- | ------ |
| Пекін 2008 | софтбол    | Золото |